# Bennett Champ Clark
Bennett Champ Clark (Bowling Green, 1890. január 8. – Gloucester, 1954. július 13.) az Amerikai Egyesült Államok szenátora (Missouri, 1933–1945).